# سيمون دو بوفوار
سيمون دو بوفوار (بالفرنسية: Simone de Beauvoir) واسمها الكامل سيمون لوسي إرنستين ماري برتران دو بوفوار (بالفرنسية: Simone Lucie Ernestine Marie Bertrand de Beauvoir) (9 يناير 1908 - 14 أبريل 1986) كاتبة ومفكرة فرنسية، وفيلسوفة وجودية، وناشطة سياسية، ونسوية إضافة إلى أنها منظرة اجتماعية. ورغم أنها لا تعتبر نفسها فيلسوفة إلا أن لها تأثير ملحوظ في النسوية والوجودية النسوية. كتبت دو بوفوار العديد من الروايات والمقالات والسير الذاتية ودراسات حول الفلسفة والسياسة وأيضاً عن القضايا الاجتماعية. اشتهرت سيمون دو بوفوار برواياتها -والتي من ضمنها «المدعوة» و«المثقفون» كما اشتهرت كذلك بكتابها «الجنس الآخر» والذي كان عبارة عن تحليل مفصل حول اضطهاد المرأة وبمثابة نص تأسيسي للنسوية المعاصرة.

## بداية حياتها
ولدت دو بوفوار في باريس وهي الابنة الكبرى لجورج برتراند دو بوفوار - وهو محامٍ كان يطمح أن يكون ممثلاً  - ووالدتها فرانسيوس براسير ابنة لرجل أعمال غني وكاثوليكي متدين. أختها هيلين ولدت بعدها بعامين. صارعت العائلة للبقاء على نفس المستوى المعيشي البرجوازي حتى بعد أن فقدت كثير من ثروتها بعد الحرب العالمية الأولى وأصرت فرانسيوس على إرسال ابنتيها لدير مرموقة. كانت سيمون أثناء طفولتها ملتزمة دينياً وقد كانت تنوي أن تكون راهبة حتى خاضت أزمة الإيمان في عمر الرابعة عشر مما حدا بها لتكون ملحدة بقية حياتها.
كانت سيمون مفكرة منذ عمر مبكر بفضل تشجيع والدها الذي كان يتباهى قائلاً «سيمون تفكر كرجل». وبعد أن اجتازت امتحان البكالوريا في الرياضيات والفلسفة في عام 1925 م درست سيمون الرياضيات في معهد سينت ماري. ودرست بعد ذلك الفلسفة في جامعة السوربون وقد كتبت أطروحتها عن لايبنتز.
عملت بوفوار بدايةً مع موريس ميرلو بونتي وكلود ليفي ستروس حين كان الثلاثة ينهون متطلبات مهنة التدريس في نفس المدرسة الثانوية رغم أنها بوفوار لم تنضم لمدرسة الأساتذة العليا إلا أنها حضرت هناك بعض الفصول للتحضير لاختبار الفلسفة وتعد هذه المؤسسة واحدة من أعرق المؤسسات الفرنسية التعليمية، هدفها هو رفد الجمهورية الفرنسية بنمط جديد من المتعلمين يكونون قادرين على الاستقراء بصورة مغايرة للنمط المألوف. وخلال دراستها للفلسفة هناك قابلت بوفوار طلاب تلك المدرسة ومن بينهم جان بول سارتر، وبول نيزان ماهو -والذي أطلق عليها لقب «القندس» - ومنحت هيئة التحكيم سارتر المرتبة الأولى بدلاً من بوفوار التي حازت على المرتبة الثانية. وقد كانت في عمر الواحد والعشرين وبذلك هي أصغر شخص يجتاز الامتحان في التعليم الفرنسي في ذلك الوقت.

## منتصف حياتها

### سارتر

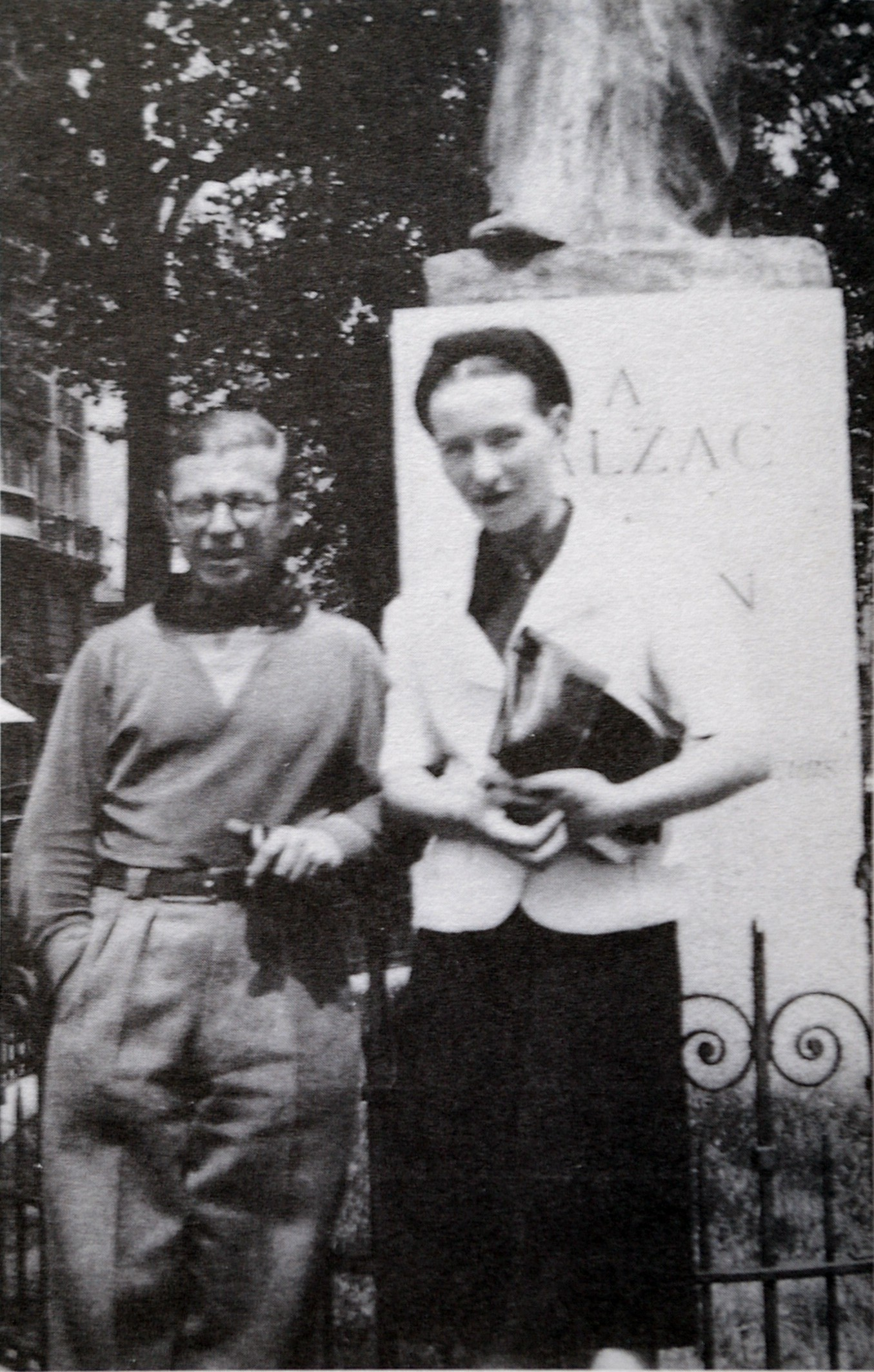
بوفوار وسارتر أمام نصب ذكرى بالزاك

عرف جان بول سارتر بذكائه وطوله الذي لا يتعدى الخمس أقدام (متر ونصف). ارتبط الاثنان بعلاقة في أكتوبر من عام 1929 وطلبها سارتر للزواج منه. يوماً ما وبينما هم جالسين على مقعد خارج متحف اللوفر، طلب منها سارتر أن يوقعا عقد بينهما لمدة سنتين. وقالت بوفوار في نهاية حياتها «الزواج كان مستحيلاً. فأنا لا أملك مهراً.» ولذا، ارتبطا بعلاقة مدى الحياة. اختارت دو بوفوار أن لا تتزوج أبداً ولذا لم تسكن مع سارتر  ولم تُرزق بأطفال أبداً ، الأمر الذي منحها الفرصة لتتفوق أكاديمياً، وتنضم للحقل السياسي وتسافر وتكتب وتُدرّس، ولتحظى بأحباء من كلا الجنسين.
اعتاد كل من سارتر ودو بوفوار أن يقرأ كل منهما أعمال الآخر، واحتدمت النقاشات حول مدى تأثير كل منهما على أعمال الآخر، خاصة تلك التي تختص بالوجودية مثل كتاب سارتر الوجود والعدم وكتاب المدعوة لبوفوار. وعلى كل حال فإن الدراسات الأخيرة لأعمال سيمون دو بوفوار باتت تركز على تأثير كتاب آخرين إضافة إلى سارتر مثل لايبنتز وهيغل.
استمرت علاقتها بسارتر لنصف قرن، إلى أن توفي قبلها بست سنوات.

### تعليم المدرسة وعلاقاتها الجنسية مع الطالبات القاصرات
بدأت وظيفتها كمعلمة في مدرسة ثانوية في مارسيليا عام 1931 ثم انتقلت إلى ليسي بير في روين.
عرفت بوفوار بعلاقتها المثلية مع فتيات قاصرات من خلال عملها كمعلمة واللاتي عرفتهن إلى سارتر. وقد سببت طبيعة بعض تلك العلاقات الكثير من الجدل حول سيرتها الذاتية. كتبت إحدى طالباتها السابقات وتدعى بيانكا بينفيلد في كتاب لها تحكي عن مذكراتها بأنها تعرضت للتحرش الجنسي من قبل أستاذتها سيمون دو بوفوار. وفي عام 1943 تم توقيف بوفوار عن مهنة التدريس نظراً لاتهام طالبتها ناتالي سوروكين ذات السبعة عشر عاماً بإغوائها في عام 1939.

### المدعوة
نشرت بوفوار روايتها الأولى «المدعوة» في عام 1943. وهي عبارة عن وقائع خيالية لعلاقتها الجسدية هي وسارتر مع أولقا كوزاكيوكز وواندا كوزاكيوكز. أولقا هي واحدة من طالباتها في مدرسة روين الثانوية والتي قامت سيمون بالتدريس فيها خلال الثلاثينات. وأغرمت تدريجيا بأولقا حاول سارتر أن يحصل على ود أولقا ولكنها أنكرته فكون علاقة مع أختها واندا بدلاً منها. وحتى وفاته كان سارتر لا يزال يدعم واندا. ودعم كذلك أولقا لسنوات حتى قابلت حبيب بوفوار -جاك لوران بوست وتزوجته.
وخلقت بوفوار في هذا الرواية التي كانت تدور أحداثها قبل اندلاع الحرب العالمية الثانية شخصية واحدة من علاقة أولقا وواندا المعقدة. النسخة الخيالية من شخصية بوفوار وسارتر في الرواية تشير لعلاقتهم الثلاثية مع المرأة الشابة. وتنقب الرواية كذلك في علاقة سارتر وبوفوار المعقدة وكيف تأثرت بتلك العلاقة الثلاثية.
وبعد هذه الرواية الميتافيزيقية تبعتها العديد من الروايات بما فيها دماء الآخرين التي اكتشفت من خلالها طبيعة المسؤولية الفردية.

### الأخلاقيات الوجودية
كتبت بوفوار مقالها الفيلسوفي الأول في عام 1944 بعنوان بيروس وسيناس ثم تابعت اكتشاف الوجودية من خلال مقالها الثاني أخلاقيات الغموض في عام 1947 والذي قد يكون الدخول الأهم للوجودية الفرنسية. يتميز الكتاب ببساطته التي جعلته قابل للفهم ويناقض بذلك السمة المبهمة لكتاب سارتر الوجود والعدم. وأوضحت الكاتبة في هذا المقال بعض التناقضات والتي وجدها العديد بمن فيهم سارتر في الأعمال الوجودية مثل الوجود والعدم. وواجهت أيضاً في أخلاقيات الغموض المعضلة الوجودية للحرية المطلقة مقابل الظروف المقيدة.

### صحيفة لي تان مودرنس
في نهاية الحرب العالمية الثانية تشاركت بوفوار وسارتر في تحرير صحيفة (لي تان مودرنس) وهي صحيفة سياسية أصدرها سارتر مع موريس ميرلو بونتي وآخرين. وكانت بوفوار تستخدم الصحيفة لترقى بأعمالها وتكتشف أفكارها الفلسفية أولا ً بأول قبل تحويلها إلى مقالات وكتب لاحقاُ وظلت بوفوار محررة في الصحيفة حتى وفاتها.

### الجنس والوجودية النسوية والجنس الآخر
نشرت فصول كاملة من كتابها الجنس الآخر في هذه الصحيفة قبل أن تحولها لكتاب. في جون 1949 وأتى الجزء الثاني في شهور قليلة بعد الجزء الأول في فرنسا. ونشر الكتاب بشكل سريع أيضاً كما هو الحال مع كتاب الجنس الآخر نظرا لترجمته السريعة من قبل هاورد بارشليز. ولأن بارشلي كان لا يملك القدر الكافي من فهم اللغة الفرنسية ولا الفهم الكافي للفلسفة -حيث أنه بروفيسور في الأحياء- فقد كانت النسخة مترجمة بشكل خاطئ ومشوه لرسالة بوفوار المقصودة. ولسنوات منعت دار النشر إعادة الترجمة بشكل دقيق لكتاب دو بوفوار بالرغم من جهود المفكرين الوجوديين. وفقط في عام 2009 ظهرت الترجمة الثانية للكتاب احتفاءً بمرور 60 عام على النسخة الأصلية. أنتج كونستانس بورد وشيلا مالوفني شيفالير الترجمة المجزأة الأولى واستطاعوا بذلك إعادة ثلث العمل الأصلي. وتنبأت بوفوار بإدانة علاقتها الجسدية مع إيريك جونغ وجيرمين غرير.
وتجادل بوفوار في الفصل الذي يتحدث عن «المرأة: الأسطورة والواقع» في كتابها الجنس الآخر بأن الرجال جعلوا من المرأة «الآخر» في المجتمع حين وضعوا هالة كاذبة من الغموض حولها. استخدموا ذلك كذريعة لتصنع عدم فهم النساء أو مشاكلهم وبالتالي التهرب مساعدتهم. وهذه الصورة النمطية تطبق بشكل عام في المجتمعات من قبل فئات أعلى في السلم الهرمي ضد مجموعات أدنى منهم في ذلك السلم. وأوضحت دو بوفوار أن التمييز يحدث أيضاً على أساس العرق والطبقة والدين. ولكن هذا النمط من التمييز يظهر على أشده بين الجنسين حيث يسعى الرجل لوضع صورة نمطية للمرأة واستخدام ذلك كذريعة لتنطيم المجتمع لنظام أبوي.
نشر كتاب الجنس الآخر في فرنسا والذي يحدد الوجودية النسائية التي تنص على ثورة أخلاقية. وكوجودية فإن بوفوار تؤمن بأن «الوجود يسبق الماهية» ولذلك فالشخص لا يولد كمرأة بل يُصبح كذلك. ويركز تحليلها على التصور الهيغيلي للـ«آخر». وحددت بوفوار البنية الاجتماعية للمرأة «كآخر» بأنها هي أساس اضطهاد المرأة جعل الحرف الأول من كلمة «الآخر» -باللغة الإنجليزية- يعمق بشدة على معنى الآخر.
ولقد تم اعتبار المرأة وعلى المدى التاريخي العنصر المنحرف والشاذ والضلع الأعوج. وتقول حتى ماري ويلستونكرافت (فيلسوفة القرن الثامن عشر) نظرت للرجال باعتبارهم المثال الذي يجب أن تحتذي به المرأة. ولذا فإن هذا التصرف يحد من نجاح المرأة لأنه من خلال التصور بأنها خارجة عن المألوف فهي تسعى لمحاكاة ما هو طبيعي لتحاول جعل نفسها كذلك. ولذا فبوفوار تؤمن بأن هذا التصور يجب أن يوضع جانباً إذا أُريد للنسوية أن تتقدم للأمام.
وأكدت بأن المرأة قادرة على الاختيار تماماً كالرجل ولذا فباستطاعتها أن تختار ما يعلي من قيمتها وعليها أن تتخلى عن تصورها بما هو «لازم» الذي تم إذعانها له إلى أن تتمكن من بلوغ مرحلة «السمو» وهي المكانة التي يتحمل فيها الفرد مسؤولية نفسه والكون وتبعاً لذلك فهو يختار حريته.
الترجمة الجديدة للجنس الآخر تتيح الوصول وللمرة الأولى لكامل النص باللغة الإنجليزية كما كتبت ايرن قامل في مُراجعة قلوب اند ميل للكتاب: «الميزة الأكثر أهمية في هذه الترجمة الجديدة هي اكتمالها مصحوبة بشجاعة المترجم لإظهار لغة بوفوار الوجودية وبالتالي منح القراء الإحساس بتأثير هيغل وماركس وغيرهم.»

### المثقفون
نشرت رواية المثقفون في عام 1954 بعد نهاية الحرب العالمية الثانية والتي بفضلها حازت على الجائزة الأدبية الأعلى في فرنسا «جائزة غونكور». ويحلل الكتاب الحياة الشخصية لفلاسفة وأصدقاء المقربين للثنائي سارتر وبوفوار بما في ذلك علاقتها مع الكاتب الأمريكي نيلسون ألقرين والذي خصته بالإهداء. غضب ألقرين من أسلوب بوفوار الصريح في وصف علاقتهم الجسدية في كتاب المثقفون وكذلك في سيرها الذاتية.
ونفس عن غضبه من خلال المراجعات الترجمات الأمريكية لعملها. الكثير مما يتعلق بحياة بوفوار الشخصية بما في ذلك رسائلها لألقرين لم يدخل المجال العام إلا بعد وفاتها.

## السنوات الأخيرة في حياتها

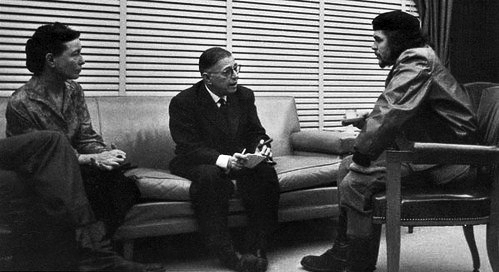
اجتماع بين دو بوفوار (يسار)، وجان بول سارتر (وسط) وتشي غيفارا في كوبا عام 1960

كتبت سيمون دو بوفوار مذكرات لرحلاتها في الولايات المتحدة والصين ونشرت مقالاتها وبقية أعمالها بدقة خصوصا خلال الخمسينات والستينات. ونشرت أيضا العديد من القصص القصيرة -ومن ضمنها المرأة المجربة- والتي كانت تتحدث عن التقدم بالعمر كما هي حال بعض أعمالها الأخيرة.
ونُشر كتابها حين تأتي الأشياء الروحية أولاً في عام 1980 وهو عبارة عن قصص قصيره تتمحور حول أهمية المرأة في مرحلة مبكرة من حياتها. وكانت هذه القصص قد كتبت قبل تأليف رواية المدعوة لكن الكاتبة لم تكن في حينها تظن أن تلك القصص تستحق النشر إلا بعد 40 عاماً على كتابتها.
وكان بين سارتر وميرلو بونتي علاقة عداء منذ فترة طويلة مما حدا ببونتي لترك الصحيفة وقفت بوفوار بصف سارتر وتوقفت عن التواصل مع ميرلو بونتي. في سنواتها الأخيرة استضافت بوفوار اجتماعات تحرير الصحيفة في شقتها وساهمت أكثر من سارتر والذي أجبرته في كثير من الأحيان لتقديم آرائه.
كتبت سيمون دو بوفوار 4 مجلدات من السير الذاتية تحتوي على مذكرات فتاة مطيعة، وعنفوان الحياة، وقوة الأشياء (ينشر أحياناً في جزئين باللغة الإنجليزية: بعد الحرب، وأوقات صعبة) إضافة إلى كل شيء قيل وانتهى .
خلال السبعينات أصبحت سيمون دي بوڤوار ناشطة في حركة تحرير النساء الفرنسيات. وقد وقعت على البيان 343 في العام 1971 الذي يدعو إلى جعل عمليات الإجهاض عمليات قانونية في فرنسا. ويضم قائمة من النساء الشهيرات اللواتي يزعمن خضوعهن للإجهاض. اعترض البعض بأن أولئك النساء لم يتعرضن للإجهاض بمن فيهم بوفوار ولكن نظراً للسرية التي أحاطت القضية فإنه لا يمكن معرفة ذلك. تنوعت الشريحة الموقعة للبيان مثل:كاثرين دينوف، ديلفين سيرغ وشقيقة بوفوار بوبيت. وفي عام 1974 تم الإقرار بقانونية الإجهاض في فرنسا.
ويعتبر مقالها الطويل المقبل في العمر الذي نشر عام 1970 حالة نادرة من التأمل الفكري في التراجع والعزلة التي يمر بها كل البشر إذا لم يتوفوا قبل بلوغهم الستين.
في عام 1976 ذهبت بوفوار مع سيلفي لي بون في رحلة إلى نيويورك في الولايات المتحدة لزيارة كيت ميليت في مزرعتها.
وفي عام 1981 كتبت كتابها وداعاً سارتر ويحوي ذكريات مؤلمة عن سنوات سارتر الأخيرة..وذكرت في مقدمته بأنه هو الكتاب الوحيد الذي لم يقرأه سارتر قبل نشره، وبعد وفاته قامت بنشر رسائل سارتر لها مع بعض التعديلات لتجنب مشاعر بعض المقربين ممن لا يزالوا أحياء وبعد وفاة بوفوار لم تحفل ابنة سارتر بالتبني ووريثته من نشر بقية الرسائل بصورة غير معدلة. معظم رسائل سارتر المتوفرة اليوم هي من تحرير بوفوار والذي يتضمن قليل من الحذف. وعلى العكس من إلكيم فإن ابنة بوفوار بالتبني سيلفي لي بون نشرت الرسائل غير المحررة لبوفوار والتي كانت لسارتر وألغرين.

## موتها، تكريمها وإرثها

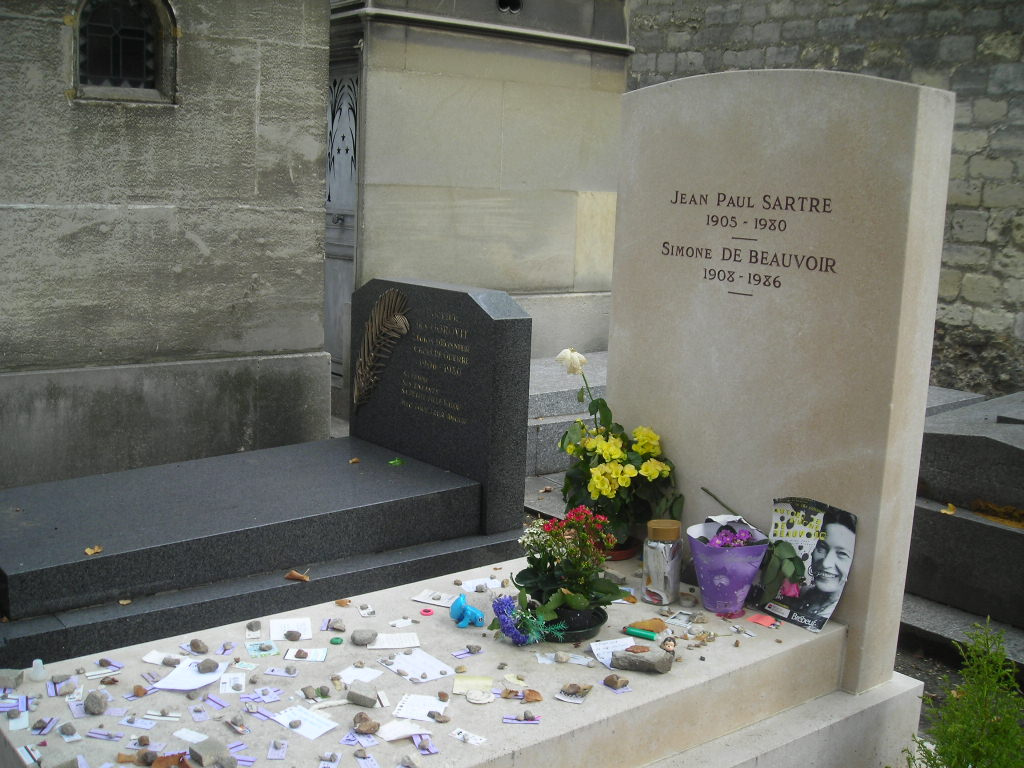
ضريح بوفوار بجانب ضريح سارتر

توفيت دو بوفوار في عمر السابعة والثمانين في باريس بُعيد معاناتها من الالتهاب الرئوي. ودفنت بجانب سارتر في باريس.
ومنذ وفاتها فقد أخذت سمعتها تنمو. خصوصاً في المجال الأكاديمي حيث عدت سيمون دو بوفوار أماً للحركات النسوية لما قبل 1986 وكان هناك وعي ملحوظ تجاهها كمفكرة فرنسية وفيلسوفة وجودية.
وتُحلل النقاشات المعاصرة تأثير كل من بوفوار وسارتر على بعضهما البعض. ويلاحظ بأنها قد ألهمت سارتر في كتابه الشهير الوجود والعدم في حين أنها كتبت الكثير حول متأثرة بوجودية سارتر. واكتشف بعض العلماء تأثير بعض من مقالاتها وأطروحاتها الفلسفية المبكرة على فكر سارتر فيما بعد. ويقوم العديد من الأكاديمين المرموقين بدراسة شخصية بوفوار سواء من داخل أو من خارج مجال الفلسفة بمن فيهم مارغريت سيمونز وسالي سكولتز. وقد ألهمت حياة بوفوار العديد من السير.
ففي عام 2006 كُلف المهندس المعماري لمدينة باريس ديتمار فيشتنقر لتصميم جسر للمشاة عبر نهر السين. وسُمي بجسر سيمون دو بوفوار تكريماً لها. ويؤدي الجسر إلى مكتبة فرنسا الوطنية الجديدة.

## أعمالها
- المدعوة (1943) - (بالإنجليزية: She Came to Stay)
- بايروس وسينيز (1944) - (بالإنجليزية: Pyrrhus and Cineas)
- دماء الآخرين (1945) - (بالإنجليزية: The Blood of Others)
- كل الناس فانون (1945) - (بالإنجليزية: All Men are Mortal)
- أخلاقيات الغموض (1947) - (بالإنجليزية: The Ethics of Ambiguity)
- الجنس الآخر (1949) - (بالإنجليزية: The Second Sex)
- أمريكا يوماً بيوم (1954) - (بالإنجليزية: America Day by Day)
- المثقفون (1954) - (بالإنجليزية: The Mandarins)
- المسيرة الطويلة (1957) - (بالإنجليزية: The Long March)
- مذكرات فتاة مطيعة (1958) - (بالإنجليزية: Memoirs of a Dutiful Daughter)
- عنفوان الحياة (1960) - (بالإنجليزية: The Prime of Life)
- قوة الأشياء (1963) - (بالإنجليزية: Force of Circumstance)
- الموت السهل (1964) - (بالإنجليزية: A Very Easy Death)
- الصور الجميلة (1966) - (بالإنجليزية: Les Belles Images)
- المرأة المجربة (1967) - (بالإنجليزية: The Woman Destroyed)
- المقبل من العمر (1970) - (بالإنجليزية: The Coming of Age)
- كل شيء قيل وانتهى (1972) - (بالإنجليزية: All Said and Done)
- حين تأتي الأشياء الروحية أولا (1979) - (بالإنجليزية: (When Things of the Spirit Come First)
- وداعاً سارتر (1981) - (بالإنجليزية: Adieux: A Farewell to Sartre)
- رسائل إلى سارتر (1981) - (بالإنجليزية: Letters to Sartre)
- رسائل إلى القرين (1998) - (بالإنجليزية: A Transatlantic Love Affair: Letters to Nelson Algren)

### الترجمات
- كان باتريك أوبرين هو المترجم الرئيسي لبوفوار للغة الإنجليزية حتى استطاع أن يحصد النجاح والشهرة كروائي.
- كتابات فلسفية والذي يحي على مقالات مختارة لسيمون دو بوفوار للمرة الأولى باللغة الإنجليزية. ومن بين تلك بيروز وسينيز والتي تناقش جدوى أو فائدة الفعل، وفصلين سابقين لم ينشرا من روايتها المدعوة، وأيضاً مقدمة لأخلاقيات الغموض.

## الجوائز
- جائزة غونكور، 1954
- جائزة القدس لحرية الفرد في المجتمع، 1975
- جائزة النمسا للأدب الأوروبي، 1978

## روابط خارجية
- سيمون دي بوفوار على موقع IMDb (الإنجليزية)
- سيمون دي بوفوار على موقع الموسوعة البريطانية (الإنجليزية)
- سيمون دي بوفوار على موقع مونزينجر (الألمانية)
- سيمون دي بوفوار على موقع ميوزك برينز (الإنجليزية)
- سيمون دي بوفوار على موقع إن إن دي بي (الإنجليزية)
- سيمون دي بوفوار على موقع ديسكوغز (الإنجليزية)
- سيمون دي بوفوار على موقع قاعدة بيانات الفيلم (الإنجليزية)